# Фінал Кубка Іспанії з футболу 1923
Фінал Кубка Іспанії з футболу 1923 — футбольний матч, що відбувся 13 травня 1923 року. У ньому визначився 23-й переможець кубка Іспанії.

## Шлях до фіналу
| Атлетік       | Атлетік   | Атлетік                  | Раунд      | Європа           | Європа    | Європа                   |
| ------------- | --------- | ------------------------ | ---------- | ---------------- | --------- | ------------------------ |
| Суперник      | Результат | Матчі                    |            | Суперник         | Результат | Матчі                    |
| Реал Мадрид   | 8–1       | 3–1 на виїзді; 5–0 вдома | 1/4 фіналу | Севілья          | 6–1       | 4–0 вдома; 2–1 на виїзді |
| Реал Сосьєдад | 2–0       | 0–0 на виїзді; 2–0 вдома | 1/2 фіналу | Спортінг (Хіхон) | 5–3       | 3–2 вдома; 2–1 на виїзді |

## Подробиці
| 13 травня 1923 |

| Атлетік (Більбао) | 1:0      | Європа |
| ----------------- | -------- | ------ |
| Травісо 29'       | Протокол |        |

| Камп де Лес Кортс, Барселона Глядачів: 30 000 Арбітр: Расеро Аррібільяга |

|  |  |

|                   |  |                        |  |
|                   |  |                        |  |
| В                 |  | Мануель Відаль         |  |
| З                 |  | Домінго Аседо          |  |
| З                 |  | Альберто Дуньябейтія   |  |
| ПЗ                |  | Хосе Легаррета         |  |
| ПЗ                |  | Хесус Ларраса          |  |
| ПЗ                |  | Сабіно Більбао         |  |
| Н                 |  | Марселіно Агірресабала |  |
| Н                 |  | Кармело Хоєнечеа       |  |
| Н                 |  | Травісо                |  |
| Н                 |  | Фелікс Сесумага        |  |
| Н                 |  | Герман Ечеваррія       |  |
| Тренер:           |  |                        |  |
| Фредерік Пентланд |  |                        |  |

|               |  |                   |  |
|               |  |                   |  |
| В             |  | Хуан Бордой       |  |
| З             |  | Каміло Відаль     |  |
| З             |  | Педро Серра       |  |
| ПЗ            |  | Франсіско Артісус |  |
| ПЗ            |  | Естебан Пелао     |  |
| ПЗ            |  | Хав'єр Бонет      |  |
| Н             |  | Антоніо Алькасар  |  |
| Н             |  | Хуан Олівелья     |  |
| Н             |  | Мануель Крос      |  |
| Н             |  | Хосе Хулія        |  |
| Н             |  | Хуан Пельїсер     |  |
| Тренер:       |  |                   |  |
| Коньєрс Кірбі |  |                   |  |